# Haltérophilie aux Jeux africains de 1995
Navigation
Édition précédente Édition suivante
L’haltérophilie aux Jeux africains de 1995 correspond à la 3e  édition de ce sport.  Elle est disputée par les hommes seulement. L’Égypte continue à imposer sa domination sur ce sport avec 19 médailles d’or sur les 30 distribuées. 

## Tableau des médailles
| Rang | Nation   | Or | Argent | Bronze | Total |
| ---- | -------- | -- | ------ | ------ | ----- |
| 1    | Égypte   | 19 | 6      | 3      | 28    |
| 2    | Cameroun | 5  | 6      | 4      | 15    |
| 3    | Algérie  | 4  | 5      | 4      | 13    |
| 4    | Nigeria  | 1  | 10     | 9      | 20    |
| 5    | Maurice  | 1  | 2      | 3      | 7     |
| 6    | Tunisie  | 0  | 1      | 7      | 8     |
|      | Total    | 30 | 30     | 30     | 90    |

## Médaillés
| Event                         | Or                            | Argent                     | Bronze                        |                        |                        |
| 56 kg ( poids mouches)        | 56 kg ( poids mouches)        | 56 kg ( poids mouches)     | 56 kg ( poids mouches)        | 56 kg ( poids mouches) | 56 kg ( poids mouches) |
| ----------------------------- | ----------------------------- | -------------------------- | ----------------------------- | ---------------------- | ---------------------- |
| Arraché                       | Gino Souprayen 100 kg         | Hamid Ali Mohamed 97,5 kg  | Aveenash Pandoo 95 kg         |                        |                        |
| Épaulé-jeté                   | Hamid Ali Mohamed 127,5 kg    | Aveenash Pandoo 127,5 kg   | Gino Souprayen 112,5 kg       |                        |                        |
| Total                         | Hamid Ali Mohamed 225 kg      | Aveenash Pandoo 222,5 kg   | Gino Souprayen 212,5 kg       |                        |                        |
| 59 kg ( poids coqs)           |                               |                            |                               |                        |                        |
| Arraché                       | Mohamed Ahmed Osman 112,5 kg  | Sunday Ndubisi 110 kg      | Atef Jarray 107,5 kg          |                        |                        |
| Épaulé-jeté                   | Mohamed Ahmed Osman 140 kg    | Sunday Ndubisi 132,5 kg    | Tato Alabi 130 kg             |                        |                        |
| Total                         | Mohamed Ahmed Osman 252,5 kg  | Sunday Ndubisi 242,5 kg    | Atef Jarray 237,5 kg          |                        |                        |
| 64 kg ( poids plumes)         |                               |                            |                               |                        |                        |
| Arraché                       | Samson Ndika Matam 125 kg     | Azzedine Basbas 122,5 kg   | Yousry Shallaly 120 kg        |                        |                        |
| Épaulé-jeté                   | Azzedine Basbas 162,5 kg      | Yousry Shallaly 160 kg     | Samson Ndika Matam 160 kg     |                        |                        |
| Total                         | Samson Ndika Matam 285 kg     | Azzedine Basbas 285 kg     | Yousry Shallaly 260 kg        |                        |                        |
| 70 kg ( poids légers)         |                               |                            |                               |                        |                        |
| Arraché                       | Abdelmoneim Yahiaoui 145,5 kg | Rilwan Lawal 137,5 kg      | Moji Oluwa 135 kg             |                        |                        |
| Épaulé-jeté                   | Abdelmoneim Yahiaoui 180 kg   | Moji Oluwa 170 kg          | Rilwan Lawal 167,5 kg         |                        |                        |
| Total                         | Abdelmoneim Yahiaoui 325,5 kg | Moji Oluwa 305 kg          | Rilwan Lawal 305 kg           |                        |                        |
| 76 kg ( poids moyens)         |                               |                            |                               |                        |                        |
| Arraché                       | Imad Mahmoud Hamdy 145 kg     | Raafat Galal 145 kg        | Claude Kamdom Doukam 142,5 kg |                        |                        |
| Épaulé-jeté                   | Innocent Ukpong 177,5 kg      | Imad Mahmoud Hamdy 175 kg  | David Hercule Matam 175 kg    |                        |                        |
| Total                         | Imad Mahmoud Hamdy 320 kg     | Raafat Galal 317,5 kg      | David Hercule Matam 315 kg    |                        |                        |
| 83 kg ( poids lourds-légers)  |                               |                            |                               |                        |                        |
| Arraché                       | Nasser Adel 150 kg            | Muyiwa Odusanya 145 kg     | Mohamed Jerbi 140 kg          |                        |                        |
| Épaulé-jeté                   | Nasser Adel 177,5 kg          | Augustine Mathias 172,5 kg | Mohamed Jerbi 170,5 kg        |                        |                        |
| Total                         | Nasser Adel 327,5 kg          | Mohamed Jerbi 310 kg       | Augustine Mathias 302,5 kg    |                        |                        |
| 91 kg ( poids mi-lourds)      |                               |                            |                               |                        |                        |
| Arraché                       | Ahmed Moustafa 152,5 kg       | Alphonse Matam 150 kg      | S. Akban 145 kg               |                        |                        |
| Épaulé-jeté                   | Alphonse Matam 190 kg         | S. Akban 187,5 kg          | Kamel Naoui 180 kg            |                        |                        |
| Total                         | Alphonse Matam 340 kg         | Ahmed Moustafa 335 kg      | S. Akban 332,5 kg             |                        |                        |
| 99 kg ( poids lourds 1)       |                               |                            |                               |                        |                        |
| Arraché                       | Khaled Korany 155 kg          | Jean Bilong 145 kg         | Djamel Aggoune 130 kg         |                        |                        |
| Épaulé-jeté                   | Khaled Korany 192,5 kg        | Jean Bilong 170 kg         | Djamel Aggoune 150 kg         |                        |                        |
| Total                         | Khaled Korany 347,5 kg        | Jean Bilong 315 kg         | Djamel Aggoune 280 kg         |                        |                        |
| 108 kg ( poids lourds 2)      |                               |                            |                               |                        |                        |
| Arraché                       | George Wadja 162,5 kg         | Innocent Chika 157,5 kg    | Tharwat Bendary 155 kg        |                        |                        |
| Épaulé-jeté                   | Tharwat Bendary 205,5 kg      | George Wadja 190 kg        | Innocent Chika 190 kg         |                        |                        |
| Total                         | Tharwat Bendary 360 kg        | George Wadja 352,5 kg      | Innocent Chika 347,5 kg       |                        |                        |
| +108 kg ( poids super-lourds) |                               |                            |                               |                        |                        |
| Arraché                       | El Mahgoob Nada 162,5 kg      | Ali Benmedjeghaia 160 kg   | Najih Mlayeh 152,5 kg         |                        |                        |
| Épaulé-jeté                   | El Mahgoob Nada 200 kg        | Ali Benmedjeghaia 200 kg   | Najih Mlayeh 187,5 kg         |                        |                        |
| Total                         | El Mahgoob Nada 362,5 kg      | Ali Benmedjeghaia 360 kg   | Najih Mlayeh 340 kg           |                        |                        |

## Source
- (ar) «Bilan des sixièmes Jeux africains», Al-Ahram sports, 27 septembre 1995.